# Cahiers sociaux du barreau de Paris
Les Cahiers sociaux du barreau de Paris (CSBP) est une revue de droit social créée en 1998 par le Conseil de l'Ordre des avocats du barreau de Paris et La Gazette du Palais.